# فرودگاه تندوف
فرودگاه تندوف (به انگلیسی: Gara Djebilet Airport) یک فرودگاه با کد یاتا GBB است . این فرودگاه در شهر تندوف کشور الجزایر قرار دارد .